# Örebro (gemeente)
Örebro is een gemeente in de Zweedse provincie Örebro län. De stad Örebro is de hoofdplaats van de gemeente. Ze heeft een totale oppervlakte van 1628,8 km² en telde in 2013 ruim 140.000 inwoners, van wie bijna 80% in de stad woont en de rest in verscheidene dorpen en gehuchten.

## Plaatsen in de gemeente
| - Örebro - Hovsta - Garphyttan - Odensbacken - Vintrosa - Marieberg - Mosås - Ekeby-Almby - Stora Mellösa - Glanshammar - Latorpsbruk - Ölmbrotorp - Hampetorp - Norra Bro - Kilsmo | - Askersby - Ervalla - Brevens bruk - Gällersta - Gottsätter - Biverud en Löre - Arvaby - Avdala - Ervalla station - Tysslinge - Anstorp - Hidingsta - Almbro - Hjälmarbaden - Filipshyttan |

## Geboren
- Emilia Fahlin (1988), wielrenster